# Сандбичл (Болцано)
Сандбичл је насеље у Италији у округу Болцано, региону Трентино-Јужни Тирол.
Према процени из 2011. у насељу је живело 24 становника. Насеље се налази на надморској висини од 677 м.